# リュウミン
リュウミン（Ryumin）は、モリサワが開発・販売する写真植字（写植）・DTP向け明朝体およびそのフォント製品。

## 写植書体としての開発・発売
リュウミンのタイプフェイスは、1902年大阪に創業した活字メーカー森川龍文堂（もりかわりょうぶんどう）の明朝体「新体明朝」四号活字をモデルにしたとされる。書体名は、森川龍文堂の「龍」と明朝体の「明」を組み合わせたもの。モリサワの創業者・森澤信夫が1959年に森川龍文堂の2代目社長・森川健市から見本帳を譲り受け、これを基に文字を書き起こすことから開発が始まった。1971年と1977年の2度にわたり試験用文字盤が制作され、印刷現場における試用結果に基づく調整が施された。
1982年に手動写真植字機の文字盤としてリュウミンL-KL（大がな、当初は「大かな」と称した）・L-KS（小がな、当初は「標準かな」と称した）が発売された。その後、ウエイト（太さ）と仮名のバリエーションを拡充するファミリー化が進められた。この際小塚昌彦の監修の下、筆の雰囲気を弱め、直線を主体とする方向でリデザインされた。
1985年にR/M、1986年にB/H、1992年にEB/U、1993年にEHがそれぞれ発売された。
モリサワはリュウミンについて「金属活字に由来する彫刻刀の冴えを、左右のハライや点の形に活かしながらも、縦画・横画の先端やウロコにはやわらかさをもたせ」たと謳っている。1986年、リュウミン5ウエイト化に際して「正調明朝体」と銘打ち、田中一光が制作した広告ポスター「新古典主義」では文字のエレメントを紙面いっぱいに拡大し、先述の特徴を引き出したデザインが用いられた。

## デジタルフォントとして
DTP時代に入り、リュウミンは印刷物において最もメジャーな明朝体の座を占めるようになった。背景には、DTP化の動きが日本語の出版・印刷界に近づいてきた1980年代後半に写植2社が対照的な動きを見せたことがある。最大手であった写研は石井明朝体を含む全書体を引き続き写植機・自社システムでだけ使用できることとし、DTP向けには開放しなかった。これに対し、関西圏で一定の占有率のあったモリサワはAdobeと提携し、日本語PostScriptフォント開発に乗り出す。1989年にAppleが発売した初の日本語PostScript対応レーザプリンタ「LaserWriter II NTX-J」にリュウミンL-KLと中ゴシックBBBを搭載した。これを皮切りに、Macintoshの日本語版OS漢字Talk 7.1へのTrueType版「リュウミンライト-KL」のバンドル、リュウミンファミリー（M-KL/B-KL/U-KL＝1993年、H-KL＝1994年、R-KL＝1995年）をはじめとする主要書体のPostScriptフォント化などを経て、リュウミンそしてモリサワはDTPでの地歩を固めた。L-KL/R-KL/M-KL/B-KL/H-KL/U-KLについては1999年にNewCIDフォント、2002年にOpenTypeフォントとなった。
2021年4月現在、リュウミンはMac・Windows両用のOpenTypeフォントとして販売・提供されている。リュウミンPro L-KLはモリサワ「OpenType 基本7書体パック」構成書体の一つであり、その最初に挙げられている。このほかモリサワの「TypeSquare」、Adobeの「Adobe Fonts」でウェブフォントとしても提供されている。Android向けの「モリサワ ダウンロードフォントfor Android」には「リュウミン M-KL」がラインアップされ、iPadでは「MORISAWA PASSPORT for iPad」を通じてリュウミンをインストールできる。
かつてはMacintosh用PostScriptフォント（OCF、CID、NewCID）、Windows Vista以降用のTrueTypeフォント（MORISAWA FONT Pack for VistaでL-KL/R-KL/M-KLのみ）として販売された。
前述の通り漢字Talk 7.1に「リュウミンライト-KL」がバンドルされたほか、NTT DoCoMoの富士通製FOMA端末、F902i以降の90Xシリーズでは、明朝体フォントとしてリュウミンが採用された（デフォルトでは新ゴがベースとなったゴシック体）。
ジャストシステムの『一太郎2011 創 プレミアム』にはL-KL/EB-KL/EH-KLが対応アプリケーション上でのみ利用できる専用フォントとして付属する。同社『一太郎2020 プラチナ』にはL-KL/R-KL/M-KL/B-KL、L-KO/R-KO/M-KO/B-KOが付属する。

## ファミリー
以下のウエイト（文字の太さ）および仮名書体によって書体ファミリーを構成する。
- L (Light) … 1982年
- R (Regular) … 1985年
- M (Medium) … 1985年
- B (Bold) … 1986年
- EB (Extra Bold) … 1992年
- H (Heavy) - 1986年
- EH (Extra Heavy) … 1993年
- U (Ultra) … 1992年

### 仮名書体
KL（大がな）、KS（小がな）は「新体明朝」四号活字を基にしたとされる基本形の仮名。この仮名はモリサワの子会社・モリサワ文研で制作され、同社のデザイナー森輝がチーフを担当した。デジタルフォントではKLが漢字を含む総合書体となっており、KSは別仮名書体である。
KO（オールドがな）は、東京築地活版製造所による築地体後期五号活字の書風に由来する仮名書体。オールド仮名が必要であるとの要望に応えるため、モリサワの「太明朝体A1」（デジタルフォント「A1明朝」の基になった写植書体）をベースにデザインされた。5ウエイト展開に合わせてL-KO/R-KO/M-KO/B-KO/H-KOは1986年に発売された。他のウエイトはKL/KSの該当ウエイトと同時に発売された。築地体後期五号は、リュウミンKOやそのベースとなった太明朝体A1のほかにも、石井明朝オールドスタイル（写研）、游築五号仮名（SCREEN GA）、游明朝体五号かな（字游工房）、筑紫Aオールド明朝（フォントワークス）など、後の時代のさまざまな書体に直接・間接に影響を与えている。
秀英3号・秀英5号は、築地活版の築地体と並び称される秀英舎の秀英体明朝活字を基に、秀英舎の後身である大日本印刷のライセンスを受け制作された。デザインは小塚昌彦が手掛けた。秀英3号は「秀英3号かな」の名で1987年に、秀英5号は「秀英5号かな」の名で1994年に写植文字盤として発売された。秀英体の初号明朝活字を写研が復刻した「秀英明朝（SHM）」が単一ウエイトで漢字・仮名をも含む総合書体であるのに対し、秀英3号・秀英5号はリュウミンの別仮名書体としてウエイト展開した。日本では1940年代末以降ベントン母型彫刻機による活字母型製造が一般的になるまで、種字彫刻師が各サイズの原寸で逆字を手作業で彫った父型（原寸種字）を基にしていたため、活字のサイズによりデザインが異なる。秀英3号は、1910年の明朝三号活字見本帳を基にリデザインされたもので、Rがオリジナルのウエイトに最も近いという。秀英5号の基となった秀英体五号明朝活字は、築地体前期五号をベースとして秀英舎で改刻されたもので、長期にわたって秀英体の本文用活字として使われた。
このほかに「文字の学習に適した字形」として、両がなと常用漢字について教科書体に近づけた総合書体「学参 リュウミン」と、2010年の常用漢字表改定に対応した「学参 常改リュウミン」がある。

### 文字セット
リュウミンKLがOpenType化された後の文字セット対応状況は以下の通り。
- Pro（Adobe-Japan1-4）… 2002年
- Pr5（Adobe-Japan1-5）… 2005年
- Pr6（Adobe-Japan1-6）… 2007年
- U-PRESS … 2008年
- Pr6 IVS 対応 … 2013年